# Maurice Karnaugh
Maurice Karnaugh [ˈkɑː(ɹ)nɔː] (ur. 4 października 1924 w Nowym Jorku, zm. 8 listopada 2022 tamże) – amerykański fizyk znany z opracowania metody rozwiązywania wyrażeń w algebrze Boole’a (z zastosowaniem siatek Karnaugha).

## Życiorys
Studiował matematykę i fizykę w City College of New York (1944–1948), a następnie przeniósł się na Uniwersytet Yale, gdzie dokończył licencjat, uzyskał magisterium i obronił doktorat.